# Mahmut Şevket Pasja
Mahmut Sevket Pasja (Bagdad, 1856 - Istanboel, 11 juni 1913) was een Ottomaans officier en staatsman van Georgische of Tsjetsjeense afkomst. Alhoewel volgens de derde Turkse president Celal Bayar en Turkse politicus Rıza Tevfik Bölükbaşı, hadden de nabestaanden van de Pasja hen verklaard van Georgische origine te zijn. 

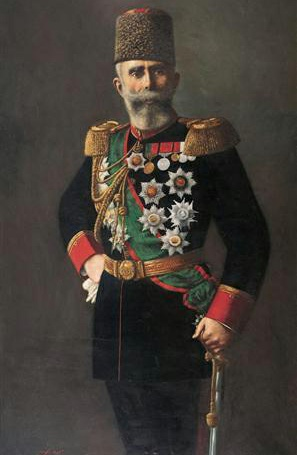
Mahmut Şevket Pasja

Hij volgde een militaire opleiding en werd na de machtsovername van het Comité voor Eenheid en Vooruitgang (waarmee hij sympathiseerde) in 1908 bevelhebber van het Derde Macedonische Leger. Na de onderdrukking van de contra-revolutie in 1909 werd Sevket minister van Oorlog en commandant van het Eerste, Tweede en Derde Ottomaanse Leger. In 1912 werd hij als minister vervangen door een liberaal georiënteerde persoon.
Na de januaricoup van De Jonge Turken in 1913 werd Sevket Pasja grootvizier (minister-president). Zes maanden na zijn aanstelling werd Sevket vermoord.
Zijn opvolger was Halim Pasja.